# Назаренко Анастасія Костянтинівна
Анастасія Костянтинівна Назаренко (рос. Анастасия Константиновна Назаренко, 17 січня 1993) — російська гімнастка, олімпійська чемпіонка.

## Виступи на Олімпіадах
| Олімпіада   | Дисципліна | Місце |
| ----------- | ---------- | ----- |
| Лондон 2012 | групові    | 1     |